# Vatikanska filmoteka
Vatikanska filmoteka je filmski arhiv koji je 1959. godine osnovao papa Ivan XXIII. Zbirka sadrži preko 8000 filmova, uključujući povijesne filmove, crkvene događaje, komercijalne filmove i dokumentarce.
Treba ga razlikovati od vatikanske filmoteke Kolumbovih vitezova na Sveučilištu Saint Louis.

## Povijest
Vatikansku filmoteku osnovao je papa Ivan XXIII. 16. studenoga 1959. s ciljem prikupljanja i očuvanja filmova i snimljenih televizijskih programa o životu Katoličke Crkve. U početku je bio povjeren tadašnjem Papinskom povjerenstvu za kinematografiju, koje je 1964. postalo Papinsko povjerenstvo za društvene komunikacije, a 1988. Papinsko vijeće za društvene komunikacije. Vatikanska filmoteka danas je dio Dikasterija za komunikacije.
Projekcijska dvorana filmoteke u nekoliko je navrata ugostila papu Ivana Pavla II., uz brojne redatelje koji su predstavili pretpremijere svojih djela, uključujući Lilianu Cavani, Roberta Benignija i Martina Scorsesea.